# Kanton Beauchamp
Kanton Beauchamp is een voormalig kanton van het Franse departement Val-d'Oise. Kanton Beauchamp maakte deel uit van het arrondissement Pontoise en telde 22.915 inwoners (1999).
Het werd opgeheven bij decreet van 17 februari 2014 met uitwerking in maart 2015.

## Gemeenten
Het kanton Beauchamp omvatte de volgende gemeenten:
- Beauchamp (hoofdplaats)
- Le Plessis-Bouchard
- Pierrelaye